# Listă de actori australieni
Aceasta este o listă de actori australieni.
Cuprins: Început - 0–9 A B C D E F G H I J K L M N O P Q R S T U V W X Y Z

## A
- Brian Abbot
- Frederic Abbott
- Abigail (en)
- Jan Adele
- Thelma Afford
- Elizabeth Alexander
- Dorothy Alison
- Christine Amor
- Chrissy Amphlett
- Jenny Apostolou
- Tina Arena
- Kerry Armstrong
- Edward Ashley-Cooper
- Queenie Ashton

## B
- Simon Baker
- Elspeth Ballantyne
- Eric Bana
- Ray Barrett
- Steve Bisley
- Cate Blanchett
- Claudia Black
- John Bluthal
- Bille Brown
- Bryan Brown
- Emily Browning
- Josephine Byrnes

## C
- Gia Carides
- Zoe Carides
- Rebecca Cartwright
- Nick Cave
- Gordon Chater
- Santo Cilauro
- Andrew Clarke
- John Clarke
- Toni Collette
- Clyde Cook
- Russell Crowe

## D
- Judy Davis
- Portia de Rossi
- Ernie Dingo
- Carmen Duncan

## E
- Gigi Edgley

## F
- Eamon Farren[1]
- Janet Fielding
- Peter Finch
- Errol Flynn
- Colin Friels

## G
- Rebecca Gibney
- Mel Gibson
- Tom Gleisner
- Rachel Griffiths
- David Gulpilil

## H
- Rolf Harris
- Lisa Hensley
- Liam Hemsworth
- Virginia Hey
- Raelee Hill
- Paul Hogan
- P. J. Hogan
- Craig Horner
- Barry Humphries
- Wendy Hughes

## I
- Steve Irwin

## J
- Hugh Jackman
- Mark Jacko Jackson
- John Jarratt
- Clive James

## K
- Adelaide Kane
- Jane Kennedy
- Nicole Kidman
- Maggie Kirkpatrick

## L
- Anthony LaPaglia
- Jonathan LaPaglia
- George Lazenby
- Heath Ledger

## M
- Tammy MacIntosh
- Kyal Marsh
- Ray Martin
- Catherine McClements
- Lisa McCune
- Stephanie McIntosh
- Jacqueline McKenzie
- Leo McKern
- Angus McLaren
- John Meillon
- Keith Michell
- Luke Mitchell
- Amy Mizzi
- Poppy Montgomery
- Helen Morse
- Tharini Mudaliar

## O
- Merle Oberon
- Peter O'Brien
- Francijas O'Connor
- Barry Otto
- Miranda Otto

## P
- Georgie Parker
- Michael Pate
- Guy Pearce
- Thaao Penghlis
- Mike Preston

## R
- Chips Rafferty
- Ron Randell
- Margot Robbie
- Nicholas Rogers
- Chai Romruen
- Geoffrey Rush

## S
- Greta Scacchi
- Rob Sitch
- Troye Sivan
- Jesse Spencer
- Tammin Sursok

## T
- Rod Taylor
- Erik Thomson
- Jack Thompson
- Charles Tingwell
- Sigrid Thornton
- Anna Torv

## V
- Chris Vance

## W
- Rachel Ward
- Mia Wasikowska
- Naomi Watts
- Hugo Weaving
- David Wenham
- Peta Wilson
- Andy Whitfield
- Sarah Wynter

## Vezi și
- Listă de regizori australieni